# Bergambacht

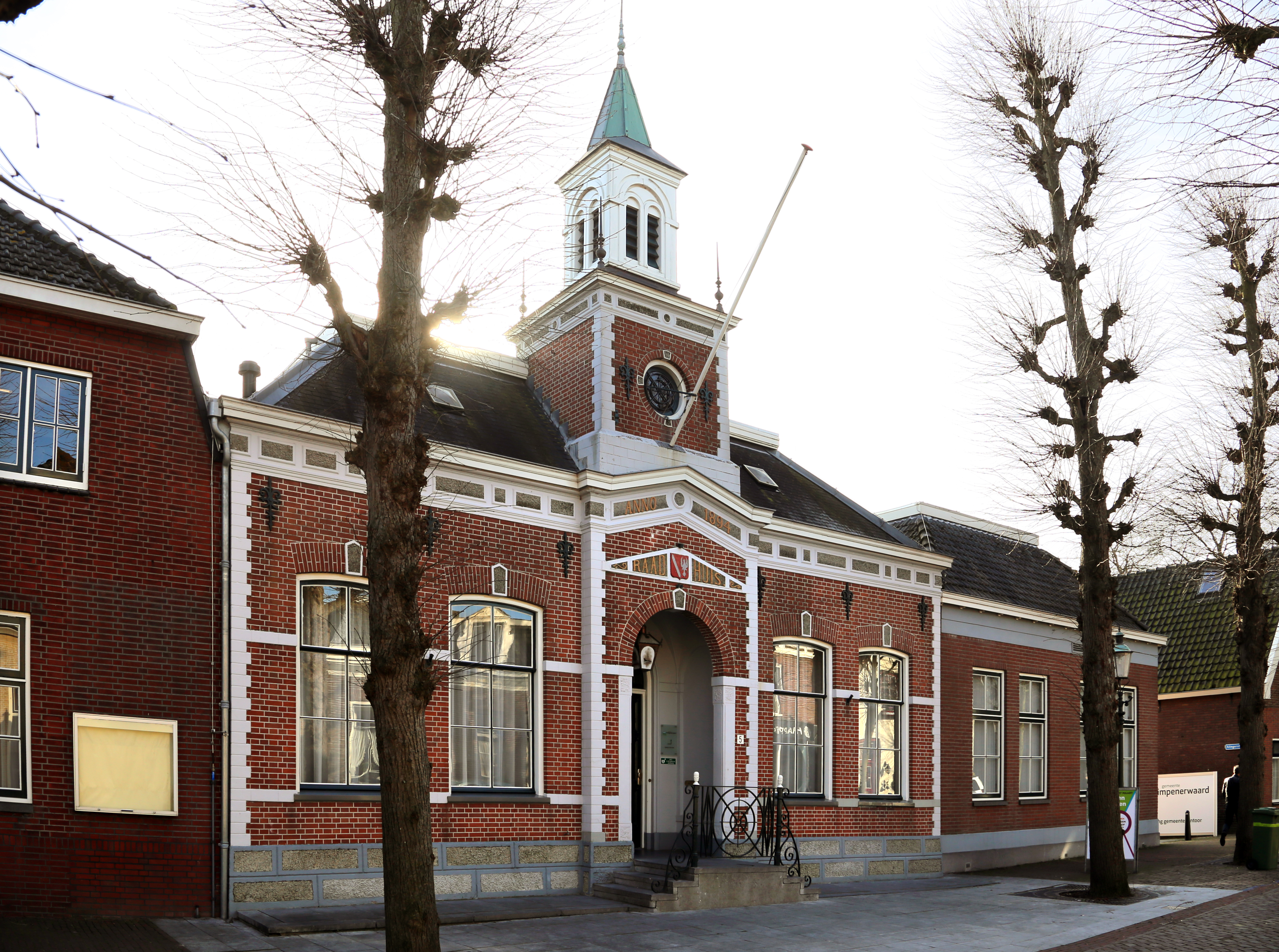
Rådhuset.

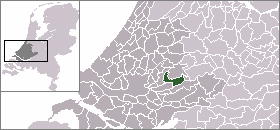
Bergambachts läge

Bergambacht är en historisk kommun i provinsen Zuid-Holland i Nederländerna. Kommunens totala area är 38,05 km² (där 2,96 km² är vatten) och invånarantalet är på 9 280 invånare (2004).